# VGA端子

DE-15コネクタ

VGA端子（他にアナログRGB端子、D-sub等とも）は、アナログRGBコンポーネント映像信号を出力（もしくは入力）する装置のコネクタ、およびその信号を伝送するケーブルに用いられるコネクタである。

## 概要

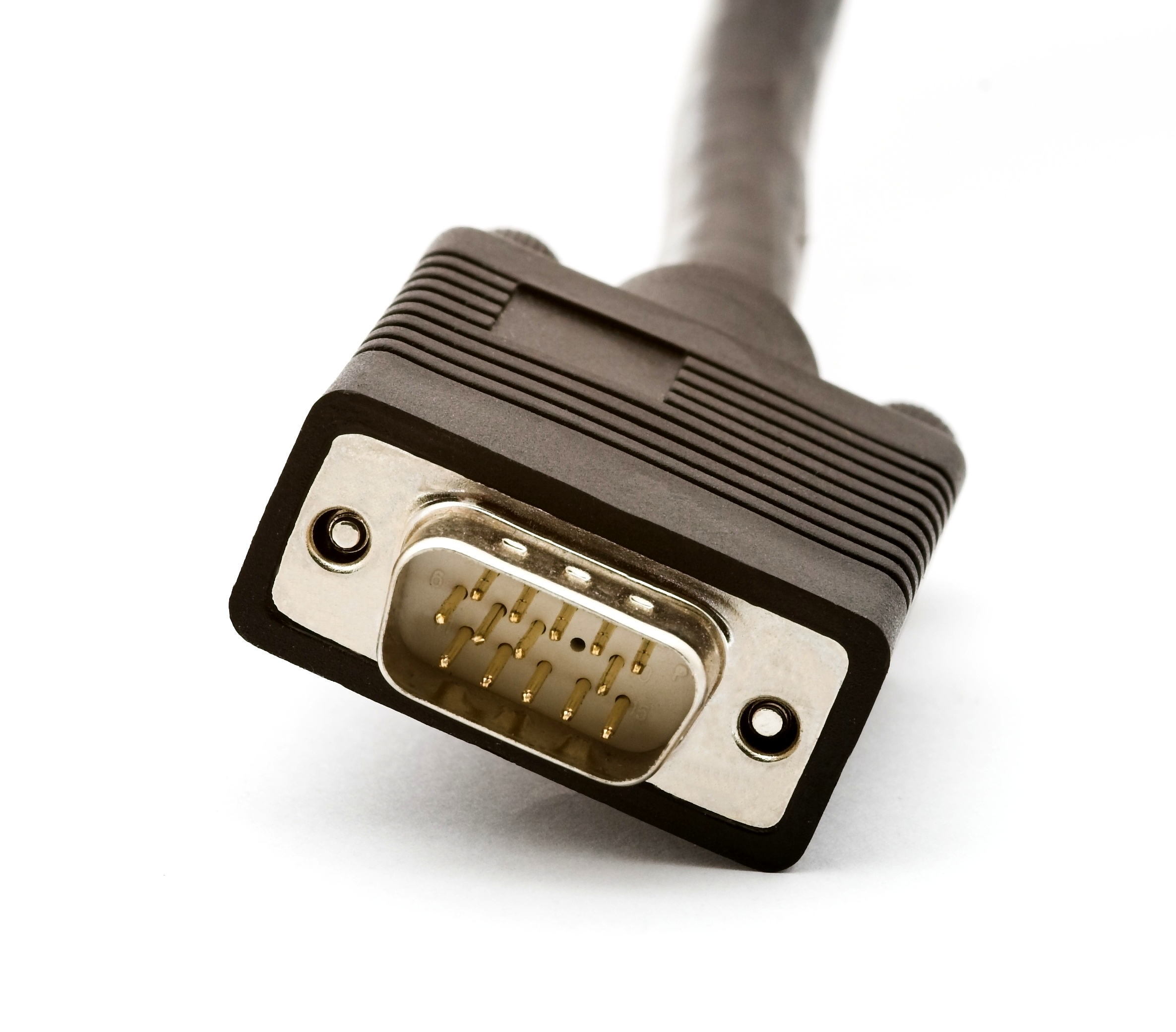
VGA端子

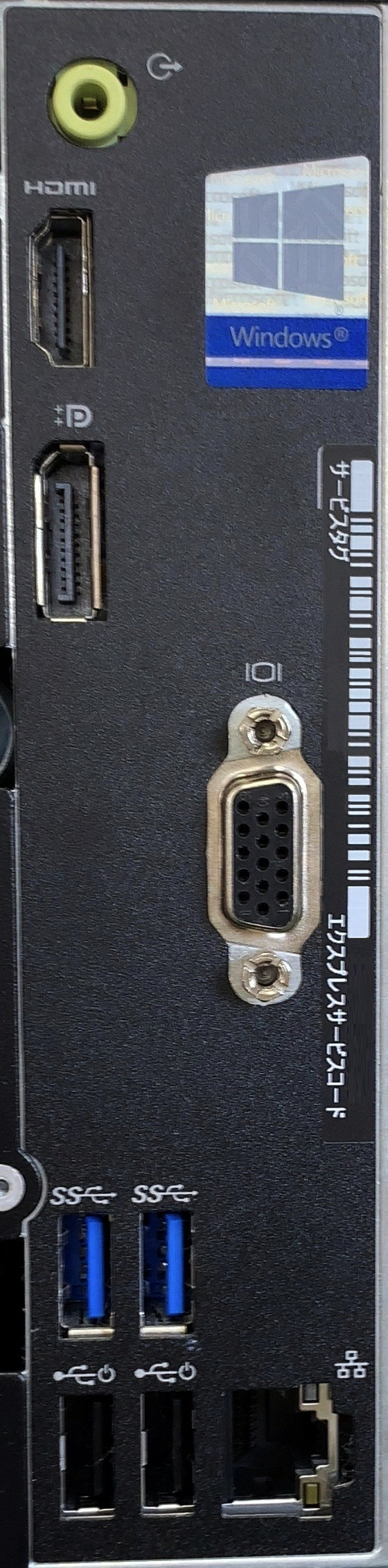
VGA端子（中央部）を装備したPCのバックパネルの一例

VGA規格に準拠したIBM製のグラフィックボードにこのコネクタが採用されたことから、この名前が用いられるようになった。伝送する信号の形式からアナログRGB端子とも、使用するコネクタからD-subとも言う。「HD15」とも呼ばれる。
主にパーソナルコンピュータなどのコンピュータで用いられ、もともとはCRTディスプレイといったアナログ信号を用いるディスプレイに映像を出力することを想定している。
ラップトップコンピュータなどでコネクタのサイズを小型化したい場合、標準のVGA端子の代わりに小型化したmini-VGA端子を実装した製品も存在する。
なお、インテルやAMDなどは2010年12月8日に、2015年までにVGAへの対応を終了しHDMIやDisplayPortに移行する方針を表明している。実際にグラフィックカードの2大メーカーであるAMDのRADEON及びNVIDIAのGeForceは2016年以降の新製品には(互換性のあるDVI-Iを含め)おおむね搭載していない。しかし、2019年現在でも法人向けの液晶モニタやプロジェクター等の出力装置と、それらと接続するための法人向けパーソナルコンピュータのオンボードグラフィックにおいては需要があるため依然として端子が実装された製品が販売されており、DisplayPortなどからVGAへ変換する一種のD/Aコンバータも市販されている。

## 仕様

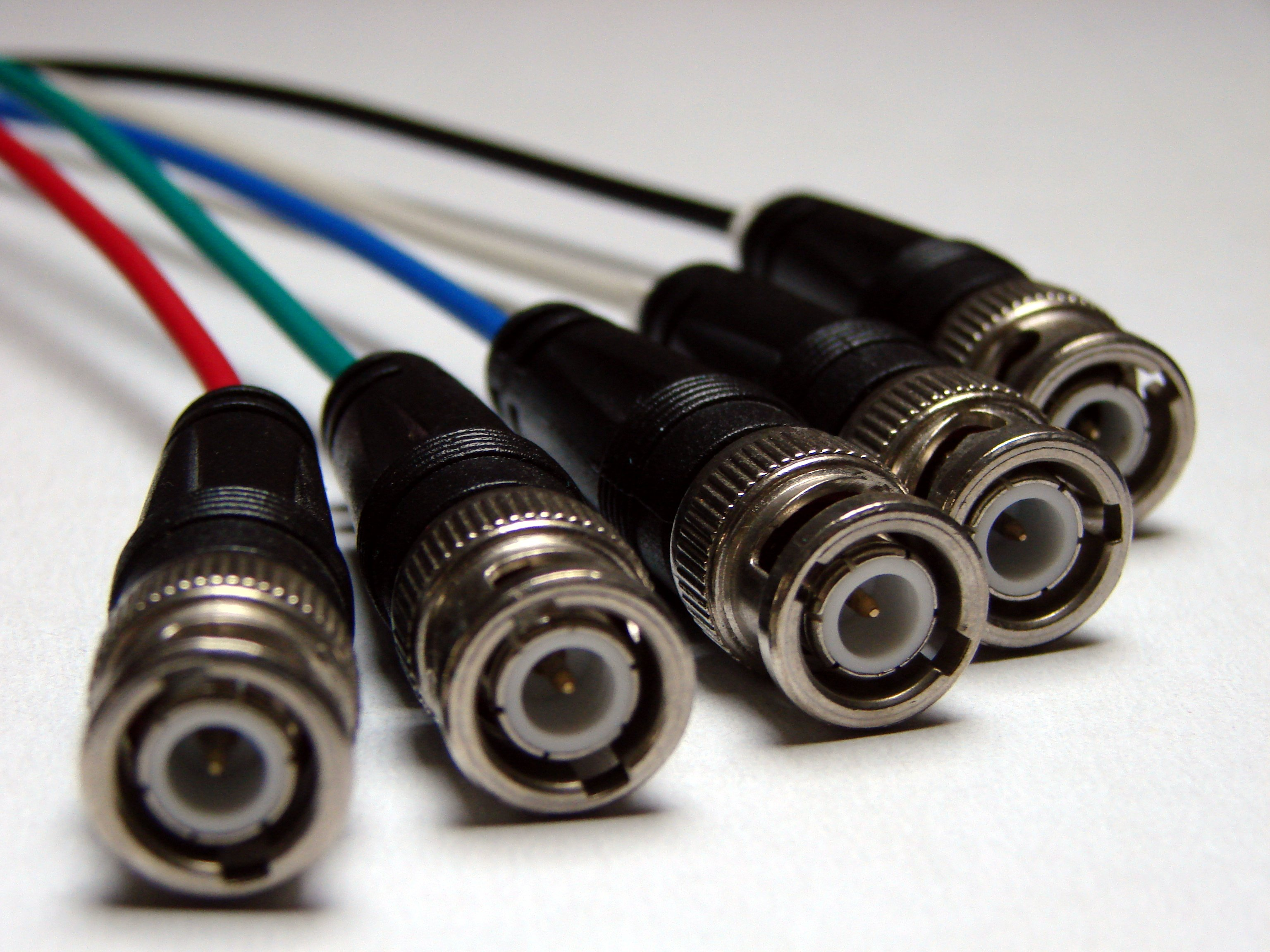
VGA端子の他方の端がBNCコネクタになっているケーブル

VGA端子にはいくつかのバリエーションがある。
1. 3列15ピンのDE-15（ミニD-Sub15とも呼ばれる）コネクタに、RGBのそれぞれのアナログ信号とHとVの同期信号を配置したもの
2. コネクタ形状はそのままで1にVESA DDC(VESA Display Data Channel)の信号を追加したもの
3. 1と同等の信号線を9ピンD-Subコネクタに配置したもの
4. 1と同等の信号線を同軸ピンを内包した13W3と呼ばれるコネクタに配置したもの

VESA DDCはディスプレイの情報をコンピュータ側から取得できるようにした通信方式で、DDC1とDDC2では通信方式が異なる。DDC2では通信方式としてI²Cが採用されている。
また同期信号は、HとVを混合したものを複合同期信号として1本の信号で伝送したり、さらに複合同期信号を緑映像信号に載せて、信号線を減らしている場合（Sync on Green）もある。これはVGA端子が登場する以前、BNCコネクタで同信号を伝送していたことの名残である。
なお、かつてSun系ワークステーションで主流だった13W3コネクタと同一形状であるにもかかわらずピンアサインが異なる機種が存在しているため、市販品の3列15ピンとの変換アダプタ（カモンADVGA-13Wなど）が流用不可能という問題が発生している。
RGBの信号はディスプレイ側に75Ωのインピーダンスがあり、最も明るい状態は0.7Vで表現する。よって、1ビット出力で良いなら、デジタル回路からの出力が3.3Vなら、間に279Ωの抵抗を挟むと約0.7Vになる。デジタル回路から8ビット出力をするには、デジタル-アナログ変換回路を使う。

### コネクタとピン配置
下に15ピンのコネクタの図とピン番号/信号線の表を示す。図中のピン番号はグラフィックカード側のメスコネクタであることに注意すること。ケーブルの端のピン番号は、普通オスコネクタなので図を反転させること。
ピン番号 (ソケットを見たもの):
| ピン | 名称           | 機能                                           |
| ---- | -------------- | ---------------------------------------------- |
| 1    | RED            | Red video signal                               |
| 2    | GREEN          | Green video signal or Sync on Green signal     |
| 3    | BLUE           | Blue video signal                              |
| 4    | N/C            | Not connected                                  |
| 5    | GND            | Ground                                         |
| 6    | RED_RTN        | Red video signal return                        |
| 7    | GREEN_RTN      | Green video signal return                      |
| 8    | BLUE_RTN       | Blue video signal return                       |
| 9    | N/C            | Not connected                                  |
| 10   | GND            | Ground                                         |
| 11   | N/C            | Not connected                                  |
| 12   | SDA            | I2C data                                       |
| 13   | HSYNC or CSYNC | Horizontal or Composite synchronization signal |
| 14   | VSYNC          | Vertical synchronization signal                |
| 15   | SCL            | I2C clock                                      |

アナログRGB信号はVGA規格が登場する以前からコンピュータで用いられていた。
一部のMacintosh(MacIIより)やPC-9801(VM/VFより)などでは、ディスプレイへの映像出力コネクタとして、2列15ピンのDA-15コネクタを用いてアナログRGB信号を伝送していた。ちなみにコネクタ形状は同じでも両者のピン配置は異なる。
2000年代以降、コンピュータのディスプレイは、CRTディスプレイから液晶ディスプレイに主力が移り、デジタル伝送も行えるDVIコネクタが広く普及してきた。液晶ディスプレイは内部ではデジタル信号を用いてカラーを表示するため、アナログ信号を伝送するよりデジタル信号を伝送するほうが適している。
また、アナログRGB信号よりも前にデジタルRGB信号というものが存在していた。デジタルRGBではRGBそれぞれをON/OFFの1ビットで表し、
- R=0,G=0,B=0 黒
- R=0,G=0,B=1 青
- R=0,G=1,B=0 緑
- R=0,G=1,B=1 水色
- R=1,G=0,B=0 赤
- R=1,G=0,B=1 紫
- R=1,G=1,B=0 黄
- R=1,G=1,B=1 白

の8色が表示できるものである。この各RGBをON/OFFの2階調のみではなく多階調にしたものがアナログRGBである。近年のDVIなどのデジタル信号とは別のものである。